# 李遂 (嘉靖丙戌進士)
李遂（1504年—1566年），字邦良，号克斋，又号罗山，江西南昌府丰城县人，明朝官員，嘉靖五年（1526年）进士。

## 生平
李遂博学多才，长于用兵。嘉靖元年（1522年）壬午科江西鄉試舉人，嘉靖五年丙戌科進士。初授行人，升行人司司副，十年五月典四川乡试，历任刑部山东司郎中，调南京礼部祠祭司郎中，十三年九月忤首辅夏言，因事弹劾他与仪制司郎中张元孝二人，被逮下诏狱，谪湖州府同知，升任浙江衢州府知府。二十年二月擢山东按察司苏松兵备副使，迁福建布政司左参政，二十六年（1547年）冬升广东按察使，进山东右布政使。嘉靖二十八年（1549年）三月升南京都察院右佥都御史、提督操江。二十九年九月改都察院右佥都御史，专督蓟镇主客兵粮。三十二年十月丁父忧。三十六年（1557年）十月以原任南京都察院右佥都御史、提督军务兼巡抚凤阳四府。防备倭寇。嘉靖三十六年（1557年）四月，倭寇侵犯扬州，李遂亲自到泰州督战，大胜。倭寇转攻淮安，李遂在姚家荡率军截击，斩杀八百人，史称淮扬大捷。以平倭寇功，升南京兵部右侍郎，三十九年五月升兵部右侍郎、协理京营戎政，不久再升本部左侍郎。四十年（1561年）五月李遂官至南京兵部尚書参赞机务，四十四年十二月以疾乞致仕，四十五年十月卒，贈太子少保，謚襄敏。

## 著作
著有文集八卷，语录三卷，《督撫經略》八卷，《本兵奏稿》二卷，《操江疏稿》一卷，《祠郎疏稿》二卷，《公移》八卷，《軍門節制》、《兵部營規》、《援應節制》各一卷。

## 家族
曾祖李瓛，景泰二年進士，官四川按察司副使。祖父李與鎬，贈南兵部尚書；祖母林氏，旌表節婦。父李萬平（1471年-1553年），字惟衡，號茫湖，嘉靖十二年以季子遂貴封刑部山東司郎中，贈南京兵部尚書。母劉氏，封太宜人。兄李選，太學生；李逢，嘉靖八年進士，官德安府知府；李遠，河東鹽運司知事。
元配赖氏，贈夫人，生李栻、李材，侧室周氏生季子李樞。